# Jan IV. Bretaňský
Jan IV. Bretaňský (bretonsky Yann IV., francouzsky Jean IV de Bretagne, 1339 – 1. listopad 1399, Nantes) byl od roku 1345 bretaňský vévoda a hrabě z Montfort, a od roku 1372 hrabě z Richmondu.

## Počítání
Narodil se jako syn Jana z Montfortu a Johany Flanderské. Otec si nárokoval titul bretaňského vévody, ale nebyl schopen si nárok udržet po delší dobu. Vzhledem k tomu, že otcův nárok byl sporný, byl Jan počítán jako Jan IV., zatímco jeho otec byl jednoduše „Jan z Montfortu“. Angličtí historici ho však označují jako Jana V., protože anglický král titul jeho otce uznal. Ve Francii je znám jako Jan IV., protože francouzský panovník, na rozdíl od anglického, otcovy tituly nikdy neuznal.

## Dobytí
První část jeho vlády byla poznamenána válkou o bretaňské dědictví, boji jeho otce proti sestřenici Johaně z Penthièvre a jejímu manželovi Karlovi z Blois. S vojenskou podporou Francie byl Karel schopen řídit většinu Bretaně. Po otcově smrti, se Janova matka Johana pokoušela pokračovat ve válce ve jménu svého synka. Stala se známá jako „Jeanne La Flamme“ (Ohnivá Johana), pro její ohnivou povahu. Nicméně, byla nakonec nucena i se svým synem ustoupit do Anglie, aby požádala o pomoc Eduarda III. Později byla prohlášena za duševně nemocnou a v roce 1343 uvězněna na hradě Tickhill. Jan a jeho sestra Johana byli poté přijati do královy domácnosti.
Jan se vrátil do Bretaně prosadit svůj nárok, tentokrát s anglickou pomocí. V roce 1364, se Janovi podařilo zvítězit proti rodu Blois v bitvě u Auray, s podporou anglické armády vedené Janem Chandosem. Jeho nepřítel Karel byl zabit v bitvě a Karlova vdova Johana byla dne 12. dubna 1365 nucena podepsat Smlouvu u Guérande. V podmínkách smlouvy, se Johana vzdala práva na Bretaň a Jan byl uznán jako jediný vládce vévodství.

## Boje o moc
Po dosažení vítězství s anglickou podporou (a přiženil se do anglické královské rodiny), byl Jan nucen potvrdit některým anglickým baronům mocné pozice v Bretani, zejména jako kontrolory strategicky důležitých pevností v okolí přístavu Brest, který umožnil anglickým vojákům přístup k poloostrovu a který bral bretaňské příjmy a dával je anglické koruně. Tato anglická mocenská základna v Bretani byla odmítána bretonskými aristokraty i francouzskou monarchií. Nicméně, Jan se prohlásil vazalem Karla V. Francouzského, a ne Eduarda III. Toto gesto neuklidnilo jeho kritiky, kteří viděli ničemné anglické vojáky a lordy jako destabilizující. Tváří v tvář vzdoru bretaňské šlechty, Jan nebyl schopen shromáždit vojenskou podporu proti Karlu V., který využil příležitosti, aby vyvinul tlak na Bretaň. Bez místní podpory, byl Jan nucen v roce 1373 opět odejít do anglického exilu.
Nicméně, Karel V. udělal tu chybu, že se snažil vévodství zcela připojit k francouzské koruně. Bertrand de Guesclin byl v roce 1378 poslán, aby vévodství podrobil francouzskému králi silou zbraní. Baroni se vzbouřili proti francouzské anexi a v roce 1379 vyzvali Jana IV./V. k návratu z vyhnanství. Přistál ve městě Dinard a s podporou místních baronů opět získal kontrolu nad vévodstvím. Anglická armáda pod vedením Tomáše z Woodstocku přistála u Calais a pochodovala směrem k Nantes, aby převzala kontrolu nad městem. Nicméně, Jan se smířil s novým francouzským králem Karlem VI. a vyplatil anglické vojsko, aby se vyhnul konfrontaci. Potom vládl vévodství v míru s francouzskou i anglickou korunou více než deset let, udržoval s oběma kontakt, ale minimalizoval otevřené spojení s Anglií. Také se mu v roce 1397 podařilo vyprostit Brest z anglické kontroly pomocí diplomatického tlaku a finančních úplatků.

## Clissonská aféra
V roce 1392 byl učiněn pokus zabít Oliviera de Clisson, konstábla Francie, který byl starým vévodovým nepřítelem. Útočník, Pierre de Craon, uprchl do Bretaně. Jan byl domnělým strůjcem spiknutí, a Karel VI. využil příležitosti k útoku Bretaně. V doprovodu konstábla pochodoval do Bretaně, ale než se dostal k vévodství, byl král postižen záchvatem šílenství. Příbuzní Karla VI. obviňovali Clissona, a žaloby proti němu oslabily jeho politickou pozici. Zbavený postavení konstábla, Clisson našel útočiště v Bretani, smířil se s Janem, a stal se jeho blízkým poradcem.

## Anglický rytířský stav
Jan byl v roce 1375–1376 Eduardem III. pasován na rytíře jako člen Podvazkového řádu. Věřil, že je jediným bretaňským vévodou, aby dosáhl tohoto anglického vyznamenání.

## Rodina

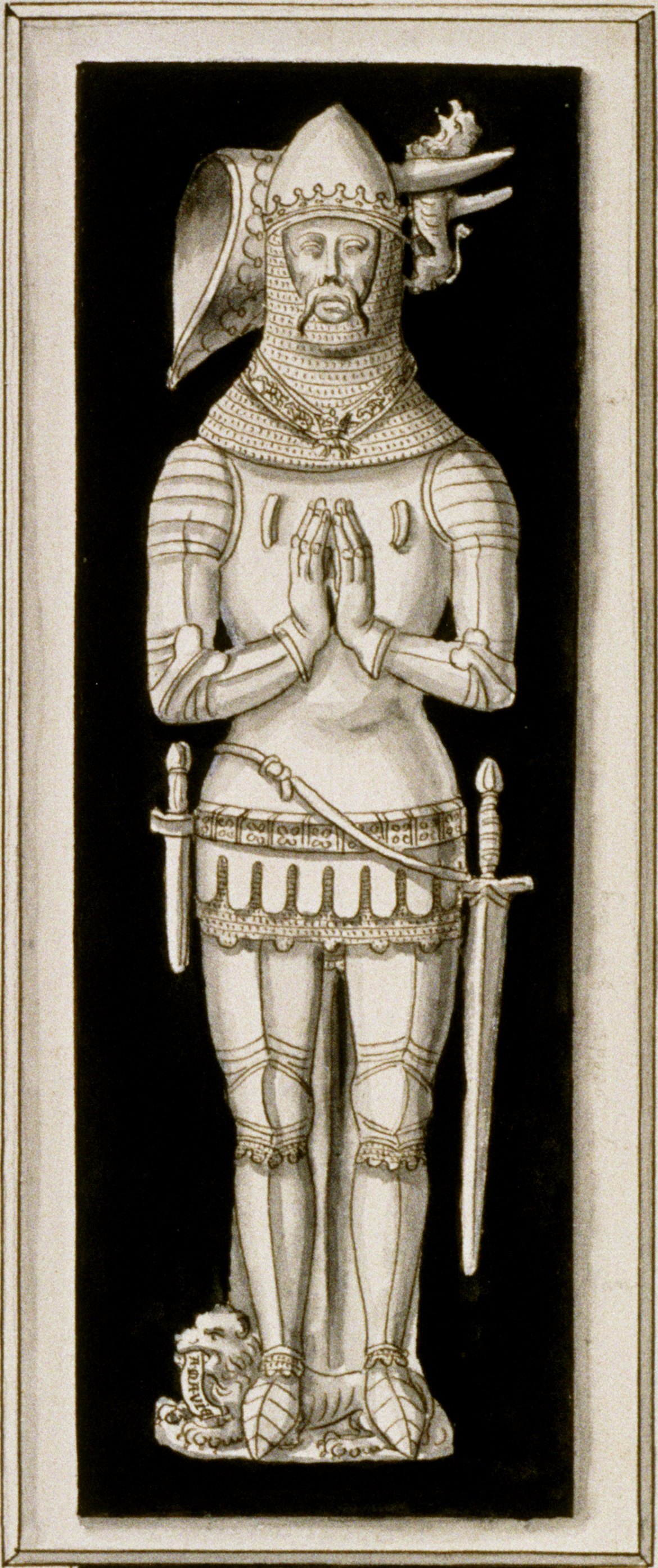
Jan IV.

### Manželství
Jan se třikrát oženil:
1. Marie Anglická
2. Johana Holandská
3. Jana Navarrská

Jana byla matkou všech Janových dětí. Po jeho smrti se stala regentkou za jejich syna Jana V./VI. a nakonec se provdala za Jindřicha IV. Anglického.

### Potomci
- Jana Bretaňská (1387–1388)
- Isabela Bretaňská (1388)
- Jan V. Bretaňský (1389–1442), bretaňský vévoda, hrabě z Montfortu a titulárním hrabě z Richmondu, ⚭ 1396 Johana Francouzská (1391–1433)
- Marie Bretaňská (1391–1446) ⚭ 1396 Jan I. z Alençonu (1385–1415), vévoda z Alençonu
- Markéta Bretaňská (1392–1428)
- Artur III. Bretaňský (1393–1458), bretaňský vévoda
⚭ 1423 Markéta Burgundská (1393–1442)
⚭ 1442 Jeanne II d'Albret
⚭ 1445 Kateřina Lucemburská ze Saint-Pol
- Gilles (1394–1412)
- Richard Bretaňský (1396–1438), ⚭ 1423 Markéta Orleánská (1406–1460)
- Blanka (1397–c.1419) ⚭ 1407 Jan IV. z Armagnacu (1396–1450)

## Vývod z předků
|                     |                     |  |                       |                         |  |  |  |  |  |  |  | Jan I. Bretaňský |
|                     |                     |  |                       |                         |  |  |  |  |  |  |  |                  |
|                     | Jan II. Bretaňský   |  |                       |                         |  |  |  |  |  |  |  |                  |
|                     |                     |  |                       |                         |  |  |  |  |  |  |  |                  |
|                     |                     |  |                       | Blanka Navarrská        |  |  |  |  |  |  |  |                  |
|                     |                     |  |                       |                         |  |  |  |  |  |  |  |                  |
|                     | Artur II. Bretaňský |  |                       |                         |  |  |  |  |  |  |  |                  |
|                     |                     |  |                       |                         |  |  |  |  |  |  |  |                  |
|                     |                     |  |                       | Jindřich III. Anglický  |  |  |  |  |  |  |  |                  |
|                     |                     |  |                       |                         |  |  |  |  |  |  |  |                  |
|                     | Beatrix Anglická    |  |                       |                         |  |  |  |  |  |  |  |                  |
|                     |                     |  |                       |                         |  |  |  |  |  |  |  |                  |
|                     |                     |  |                       | Eleonora Provensálská   |  |  |  |  |  |  |  |                  |
|                     |                     |  |                       |                         |  |  |  |  |  |  |  |                  |
|                     | Jan z Montfortu     |  |                       |                         |  |  |  |  |  |  |  |                  |
|                     |                     |  |                       |                         |  |  |  |  |  |  |  |                  |
|                     |                     |  |                       | Jan I. z Dreux          |  |  |  |  |  |  |  |                  |
|                     |                     |  |                       |                         |  |  |  |  |  |  |  |                  |
|                     | Robert IV. z Dreux  |  |                       |                         |  |  |  |  |  |  |  |                  |
|                     |                     |  |                       |                         |  |  |  |  |  |  |  |                  |
|                     |                     |  |                       | Marie Bourbonská        |  |  |  |  |  |  |  |                  |
|                     |                     |  |                       |                         |  |  |  |  |  |  |  |                  |
|                     | Jolanda z Dreux     |  |                       |                         |  |  |  |  |  |  |  |                  |
|                     |                     |  |                       |                         |  |  |  |  |  |  |  |                  |
|                     |                     |  |                       | Jan I. z Montfortu      |  |  |  |  |  |  |  |                  |
|                     |                     |  |                       |                         |  |  |  |  |  |  |  |                  |
|                     | Beatrix z Montfortu |  |                       |                         |  |  |  |  |  |  |  |                  |
|                     |                     |  |                       |                         |  |  |  |  |  |  |  |                  |
|                     |                     |  |                       | Jana ze Châteaudun      |  |  |  |  |  |  |  |                  |
|                     |                     |  |                       |                         |  |  |  |  |  |  |  |                  |
| 'Jan IV. Bretaňský' |                     |  |                       |                         |  |  |  |  |  |  |  |                  |
|                     |                     |  |                       |                         |  |  |  |  |  |  |  |                  |
|                     |                     |  | Ludvík II. Bourbonský |                         |  |  |  |  |  |  |  |                  |
|                     |                     |  |                       |                         |  |  |  |  |  |  |  |                  |
|                     | Jan I. Bourbonský   |  |                       |                         |  |  |  |  |  |  |  |                  |
|                     |                     |  |                       |                         |  |  |  |  |  |  |  |                  |
|                     |                     |  |                       | Anna z Auvergne         |  |  |  |  |  |  |  |                  |
|                     |                     |  |                       |                         |  |  |  |  |  |  |  |                  |
|                     | Karel I. Bourbonský |  |                       |                         |  |  |  |  |  |  |  |                  |
|                     |                     |  |                       |                         |  |  |  |  |  |  |  |                  |
|                     |                     |  |                       | Jan z Berry             |  |  |  |  |  |  |  |                  |
|                     |                     |  |                       |                         |  |  |  |  |  |  |  |                  |
|                     | Marie z Berry       |  |                       |                         |  |  |  |  |  |  |  |                  |
|                     |                     |  |                       |                         |  |  |  |  |  |  |  |                  |
|                     |                     |  |                       | Jana z Armagnacu        |  |  |  |  |  |  |  |                  |
|                     |                     |  |                       |                         |  |  |  |  |  |  |  |                  |
|                     | Johana Flanderská   |  |                       |                         |  |  |  |  |  |  |  |                  |
|                     |                     |  |                       |                         |  |  |  |  |  |  |  |                  |
|                     |                     |  |                       | Filip II. Burgundský    |  |  |  |  |  |  |  |                  |
|                     |                     |  |                       |                         |  |  |  |  |  |  |  |                  |
|                     | Jan I. Burgundský   |  |                       |                         |  |  |  |  |  |  |  |                  |
|                     |                     |  |                       |                         |  |  |  |  |  |  |  |                  |
|                     |                     |  |                       | Markéta III. Flanderská |  |  |  |  |  |  |  |                  |
|                     |                     |  |                       |                         |  |  |  |  |  |  |  |                  |
|                     | Anežka Burgundská   |  |                       |                         |  |  |  |  |  |  |  |                  |
|                     |                     |  |                       |                         |  |  |  |  |  |  |  |                  |
|                     |                     |  |                       | Albrecht I. Bavorský    |  |  |  |  |  |  |  |                  |
|                     |                     |  |                       |                         |  |  |  |  |  |  |  |                  |
|                     | Markéta Bavorská    |  |                       |                         |  |  |  |  |  |  |  |                  |
|                     |                     |  |                       |                         |  |  |  |  |  |  |  |                  |
|                     |                     |  |                       | Markéta Břežská         |  |  |  |  |  |  |  |                  |
|                     |                     |  |                       |                         |  |  |  |  |  |  |  |                  |